# Crisnée
Crisnée (nld. Gerstenhoven, wa. Crusnêye) – miejscowość i gmina (commune) w Belgii, w Regionie Walońskim, w prowincji Liège, w okręgu Waremme. 1 stycznia 2024 roku liczyła 3539 mieszkańców.

## Podział administracyjny
W skład gminy wchodzą cztery dzielnice (section):
- Fize-le-Marsal
- Kemexhe
- Odeur (Elderen)
- Thys